# 电动门
电动门（又稱：伸缩门）為門和現代科技所結合的技術結晶，一般無須碰觸或使力就可使門移動。因為门本身采用電力控制所以又有人称它為电控门。電動門一般在公共场合中較常活动的围墙所使用。电动门一般采用电气化控制系统，但也有通过遥控、或電磁卡等方式控制电动门的開關。